# Karel Schwarzenberg

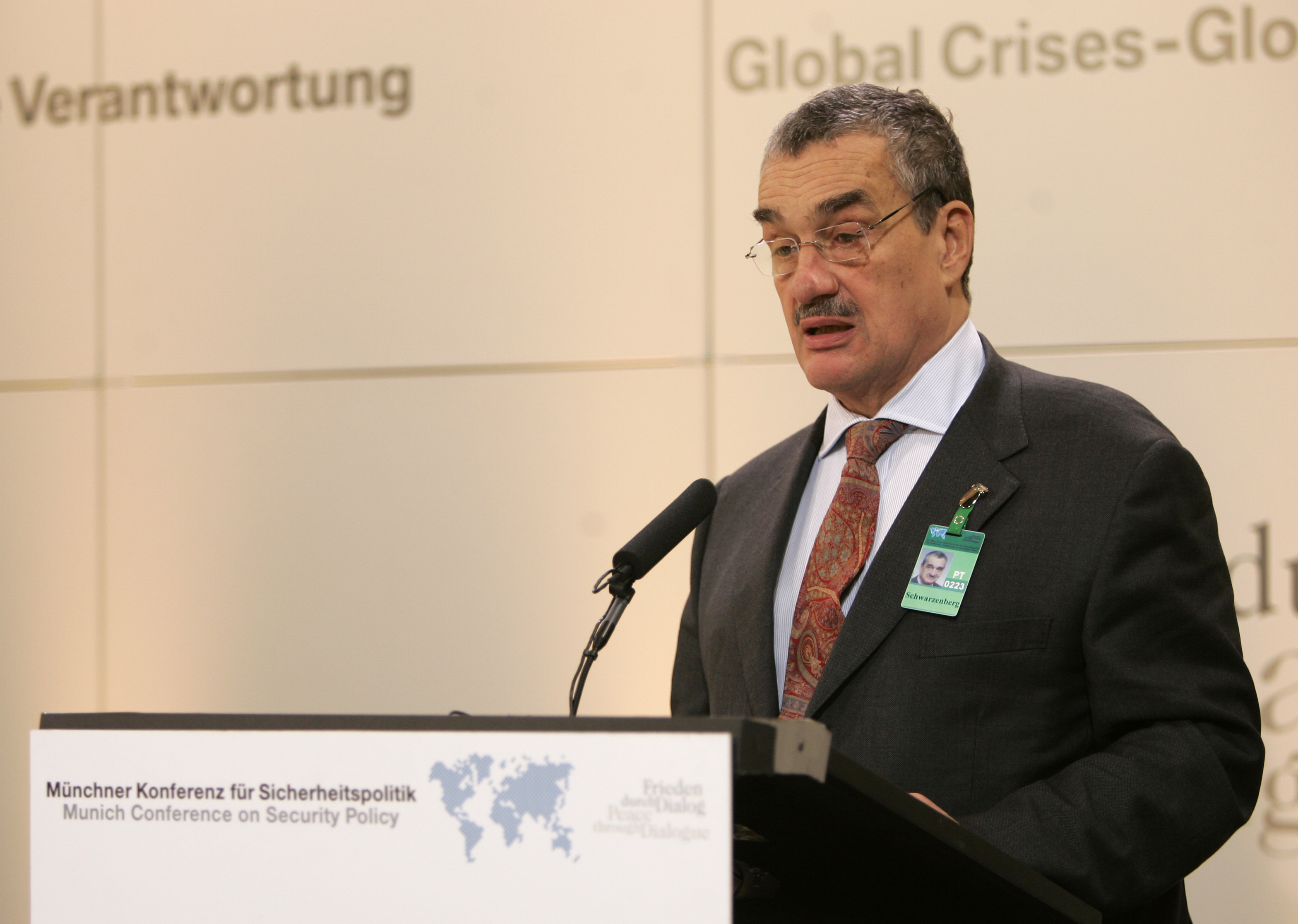
Karel Schwarzenberg vid en konferens i München 2007.

Karel Schwarzenberg eller Karel Jan Nepomuk Josef Norbert Bedřich Antonín Vratislav Menas kníže ze Schwarzenbergu (ty: Karl zu Schwarzenberg eller Karl Johannes Nepomuk Josef Norbert Friedrich Antonius Wratislaw Mena Fürst zu Schwarzenberg), född 10 december 1937 i Prag, död 12 november 2023 i Wien, var en tjeckisk politiker och diplomat som var utrikesminister 2007–2009 och 2010–2013. Han var överhuvud för den furstliga ätten Schwarzenberg.

## Landsflykt
Schwarzenbergs familj flydde från Tjeckoslovakien strax innan det kommunistiska maktövertagande i samband med Pragkuppen 1948. Familjen hade redan schweizisk medborgarskap, men var framför allt bosatt i Österrike. Han var under 1960-talet aktiv i det kristdemokratiska Österrikiska folkpartiet, men blev aldrig österrikisk medborgare.

## Återvändare
Efter kommunismens fall i samband med sammetsrevolutionen 1989 återvände Schwarzenberg till Tjeckoslovakien där han blev chef för Václav Havels presidentkansli. Åren 2004-2010 var han senator där han representerade det liberala partiet Unie svobody - Demokratická unie. Trots motstånd från president Václav Klaus utnämndes han till utrikesminister 2007 efter att Gröna partiet nominerat honom. Schwarzenberg var inte medlem i Gröna partiet, som ingick i regeringskoalitionen ledd av Mirek Topolánek. Som utrikesminister ledde han Rådet för allmänna frågor och yttre förbindelser under det tjeckiska ordförandeskapet i EU till och med maj 2009 då regeringskoalitionen tvingades avgå efter att parlamentet röstat för ett misstroendevotum. 

## Partibildare
I juni samma år bildade han tillsammans med Miroslav Kalousek det högerliberala partiet TOP 09 där han valdes till ordförande. Partiet fick i parlamentsvalet 2010 16,7 procent av rösterna och Schwarzenberg blev invald i deputeradekammaren. I den borgerliga koalitionsregering under Petr Nečas ledning var han åter utrikesminister 2010-2013. Han var också kandidat i presidentvalet 2013, där han kom tvåa efter att i andra valomgången ha förlorat mot Miloš Zeman med 45 procent mot 55.